# Gosvin II. Valkenburški
Gosvin II. Valkenburški-Heinsberški (ok. 1105 – 8. april 1167/68) je bil srednjeveški vitez iz plemiške družine Valkenburg-Heinsberg. Bil je gospod Valkenburški in gospod Heinsberški.

## Biografija
Gosvin II. je bil najmlajši sin Gosvina I. Valkenburškega-Heinsberškega in Ode Walbeške. Leta 1129 je nasledil svojega očeta kot gospod Valkenburški. Zaradi smrti svojega najstarejšega brata Gerharda 7. avgusta 1129 je Gosvin podedoval tudi Heinsberg, s čimer je postal gospod dežele Valkenburg in gospostva Heinsberg, kot je razvidno tudi iz listine kralja Lotarja Supplinburškega z dne 18. marca 1132. Bil je tudi advokat (fogt) dekanije Meerssen v imenu opatije sv. Remigija v Reimsu.
Leta 1144 je Gosvin prišel v konflikt s cesarjem Konradom III., ki mu je odvzel cesarska fevda Gangelt in Richterich. Gosvin je bil dolga leta lastnik Gangelta in Richtericha in ni hotel predati teh fevdov. Vojvoda Henrik Limburški je po kraljevem ukazu in brez pomembnega odpora uničil mesto in grad Heinsberg. Zdi se, da so bili odnosi med Gosvinom in Konradovim naslednikom Friderikom I. Barbarosso boljši, kljub dejstvu, da je ta oporekal advokatsvu proštije v Meerssenu: Gosvin je bil prisoten na Barbarossovem kronanju v Aachnu 9. aprila 1152 in je bil prisoten tudi dve leti kasneje pri imenovanju kralja v Quedlinburgu. Verjetno sta prav zaradi njegovega dobrega odnosa z Barbarosso njegova sinova Gosvin III. in Filip uspela doseči velik ugled na cesarskem dvoru. Negotovo je, ali je sodeloval tudi pri Friderikovem 1. italijanskem pohodu. Gosvin Heinsberški ali Valkenburški se večkrat pojavlja v dokumentih, ki so bili izdani na italijanskih tleh. Vsekakor je bil večkrat v Italiji in začasno tudi guverner Ancone.
Podpiral je premonstratence in v Heinsbergu ustanovil njihov samostan. Po spominski knjigi premonstratenskega samostana v Heinsbergu je Gosvin II. umrl 8. aprila 1167 ali 1168.

## Poroka in potomci
Gosvin II. je bil poročen z Adelajdo Sommerschenburško, hčerko palatinskega grofa Friderika I. Sommerschenburškega. Par je imel naslednje otroke:
- Gosvin III., († ok. 1188), nasledil je Valkenburg, deloval tudi kot upravitelj v severni Italiji
- Filip I., kölnski nadškof, ustanovitelj Kölnske volilne kneževine, graditelj kölnskega obzidja, naročnik gradnje svetišča Bogojavljanja, kölnske katedrale
- Herman, menih
- Godfrid, nasledil Heinsberg, poročen (2. februarja 1172) s Sofijo Loonsko (ok. 1150 - 12. april 1185), hčerko Ludvika I. Loonskega. Zvesti zaveznik svojega brata Filipa, ki je blagoslovil njegov zakon
- Oda
- Matilda, dedinja Sommerschenburga. Poročila se je z Lužiškim mejnim grofom Dedom III., grofom Wettinskim
- Salome, poročena z grofom Otom Asselskim

Gosvin je imel nezakonsko hčer: Gertrudo. Poročila se je z nekim Hezelom.